# Austrian Directors Association
Die Austrian Directors Association (ADA) ist ein österreichischer Verband für Film, Video und neue Medien mit Sitz in Wien (Filmhaus Spittelberg).
Die über 100 Mitglieder sind Regisseure aus den Bereichen Spielfilm, Werbe- und Auftragsfilm, Dokumentarfilm, Reportagen, Musikvideos, Installationen und Avantgarde.
Die Vereinigung ist Mitglied im Dachverband der Österreichischen Filmschaffenden und ist im Präsidium des Europäischen Regieverbands tätig. ADA-Delegierte sind in Gremien vertreten, die die Branche und die österreichische Filmkulturpolitik betreffen. Der Verein arbeitet eng mit dem Verband Filmregie Österreich (spezialisiert auf Kinolangfilme) zusammen, mit dem sie nicht nur gemeinsame Themen, sondern auch gemeinsame Mitglieder verbindet.